# Knud Hertling
Knud Ludvig Johannes Hertling (* 7. Januar 1925 in Paamiut; † 24. Oktober 2010) war ein grönländisch-dänischer Politiker (Siumut) und Schriftsteller.

## Leben

### Frühes Leben
Knud Hertling wurde 1925 in Paamiut unter dem Namen Knud Ludvig Johannes Olsen als Sohn des Dichters und Komponisten Peter Pavia Eigil Nathanael Olsen (1892–1930) und seiner Frau Jørgine Sofie Frederikke Elisabeth Andersen (1892–1950) geboren. Er wuchs in Aasiaat auf. Zusammen mit seinem jüngeren Bruder, dem späteren Juristen Jørgen Hertling (1928–2017) wurde er 1947 vom dänischen Pastor Svend Hertling (1905–1979) adoptiert, der zu dieser Zeit in Aasiaat tätig war.
Knud Hertling besuchte von 1932 bis 1939 die Schule in Aasiaat und anschließend bis 1941 die Efterskole dort. Von 1941 bis 1943 besuchte er Grønlands Seminarium in Nuuk und anschließend wieder eine Privatschule in Aasiaat. Danach zog er 1945 nach Dänemark, wo er für ein Jahr eine Mellemskole besuchte. Schließlich machte er 1949 seinen Schulabschluss an der Metropolitanskolen und schrieb sich an Københavns Universitet ein, wo er 1956 das juristische Staatsexamen ablegte.

### Politikkarriere
1956 wurde er Sekretär im Grönlandsministerium. Danach war er Bevollmächtigter des Landshøvdings in Nuuk von 1961 bis 1964, erst von Finn Nielsen, dann von Niels Otto Christensen. 1964 wurde er für Grönlands Nordkreis ins Folketing gewählt und im selben Jahr Mitglied im Grønlandsrådet, was er bis 1971 blieb. Folketingsabgeordneter blieb er bis 1973. Vom 11. Oktober 1971 bis zum 5. Oktober 1972 war er Grönlandsminister im Kabinett Krag III, anschließend hatte er denselben Posten bis zum 19. Dezember 1973 im Kabinett Jørgensen I inne. Von 1973 bis 1977 war er Sekretär für den Grønlandsrådet und von 1976 bis 1985 Berater für Den Kongelige Grønlandske Handel. 1962 war Hertling Mitglied des Vorstands von Grønlands Idrætsforbund. 1965 erhielt er eine Zulassung als Anwalt.
Hertling machte sich stark für mehr grönländische Selbstbestimmung und gründete 1969 die bereits 1971 wieder aufgelöste moderat sozialistische und nationalistische Partei Sukaq, die erste Partei Grönlands. Später wurde er Mitglied der Siumut, deren Vorsitzender in Dänemark er war. 1973 initiierte der den Hjemmestyreudvalg mit, der den Grundstein zur Einführung der Hjemmestyre 1979 legte. Er war zudem Mitinitiator und von 1984 bis 1987 Vorstandsvorsitzender von Det Grønlandske Hus in Kopenhagen und Vorstandsmitglied von Grønlands Idrætsforbund, Det Grønlandske Selskab und anderen Institutionen. Am 21. Juni 1989 bekam er den Nersornaat in Silber und am 30. November 2000 in Gold verliehen. 1995 erhielt er den Preis von Den Grønlandske Forfatterforening (Atuakkiortut).

### Ehen
Knud Hertling war mehrfach verheiratet. In erster Ehe heiratete er am 21. März 1953 in Kopenhagen die Büroassistentin Lilli Hansen (* 1925), Tochter des Kaufmanns Laurits Hansen (1898–1957) und seiner Frau Mette Marie Christensen (1889–1936). Die Ehe wurde 1972 geschieden. Über diese Ehe ist er der Großvater des Regisseurs Emile Hertling Péronard (* 1979). Anschließend ehelichte er am 14. September 1974 in Gentofte die Arztsekretärin Dorthe Heinberg (* 1938), Tochter des Redakteurs Hugo Heinberg (1898–?) und seiner Frau Johanne Margrethe Nielsen (1916–?). Später heiratete er in dritter Ehe die Schulleiterin Marianne Jensen (* 1948), Tochter des Büroangestellten Robert Jensen († 1969) und seiner Frau Birte Ranthe. Er lebte später auf Fejø und starb 2010 im Alter von 85 Jahren.

## Werke
- 1980: Grønlandske Paradokser (dänisch) bzw. Kalaallit Nunaanni Pisimasut Ilumoorlutillu Ilumuunngitsut (grönländisch) (Sachbuch über Grönlands Politikgeschichte)
- 1980: Aamma Uanga Mamaraara (Schauspiel über Alkoholismus in Grönland)
- 1993: Ajoqinnguaq: Peter Olsen nulialu Sofie 1892–1992 (Biografie über seine leiblichen Eltern)

Quelle: